# Menahem

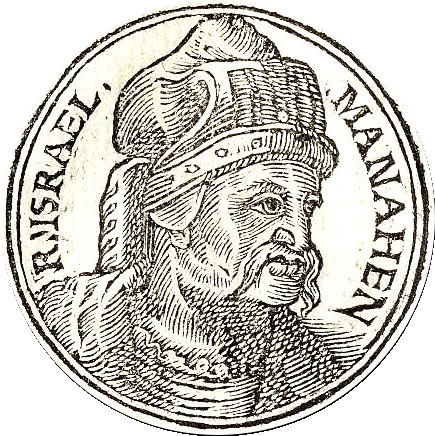
Menahem aus „Promptuarii Iconum Insigniorum“

Menahem war König von Israel. Seine Regierungszeit wird von Albright auf die Jahre 745 v. Chr. bis 738 v. Chr., nach anderen Exegeten auf die Zeit von 752 v. Chr. bis 742 v. Chr. datiert.

## Etymologie
Der hebräische Personenname מְנַחֵם mənaḥem „Menahem“ ist die Kurzform eines Nominalsatznamens, dessen Subjekt (und zugleich theophores Element) ausgefallen ist. Prädikat ist ein Aktivpartizip von der Verbwurzel נחם nḥm im Pi‘‘el mit der Bedeutung „trösten“ in diesem Stamm. Der Name lässt sich daher als „(Gott) ist Tröster“ übersetzen. Ebenso ließe sich der Name auch als Einwortname analysieren (mit der Bedeutung „Tröster“), dies ist hier aber weniger wahrscheinlich, da das Verb נחם nḥm auch in anderen Namen mit einem göttlichen Subjekt verbunden ist (vgl. נְחֶמְיָה nəḥæmjāh, deutsch ‚JHWH hat getröstet‘). Die Septuaginta gibt den Namen als Μαναημ Manaēm wieder, die Vulgata als Manahem.

## Biblische Erzählung
Menahem, der Sohn des Gadi, kam an die Macht, indem er von Tirza kommend den erst seit einem Monat regierenden Schallum in Samaria stürzte und der Erzählung 2 Kön 15  zufolge eigenhändig erschlug. Auch seine weitere Herrschaft war dieser Quelle zufolge von äußerster Brutalität geprägt. So habe er den schwangeren Frauen in Tifsach als Strafe dafür, dass die Stadt ihm zunächst nicht die Tore öffnen wollte, den Bauch aufgeschlitzt.
Menahem war mit den Expansionsbestrebungen des Tiglat-Pileser III. von Assyrien, der in der Bibel „Pul“ genannt wird (2 Kön 15,19 ), konfrontiert. Einer Invasion begegnete er, indem er den Assyrern einen Tribut in Höhe von 1000 Zentnern Silber zahlte, den er durch eine Steuer finanzierte, die die Reichsten im Land mit jeweils 50 Silberstücken belastete. Dieser Tribut ist durch eine assyrische Inschrift auf der Iran-Stele von Tiglatpileser III belegt: „Menahem von Samaria … legte ich  Tribut und Abgabe … auf.“
Nachfolger Menahems wurde dessen Sohn Pekachja.